# Unò-dué
Unò-dué è il quinto album in studio di Daniele Silvestri, pubblicato l'8 marzo 2002, in concomitanza con la terza partecipazione dell'artista al Festival di Sanremo, dove propose Salirò. A questo singolo seguirono Sempre di domenica e Il mio nemico, canzone contro il potere, ispirata probabilmente dai fatti del G8 di Genova (il flauto andino campionato proviene da Alturas degli Inti Illimani).

## Descrizione
L'autostrada è dedicata al suo incontro con la sua compagna di allora Simona Cavallari, che prende parte anche in alcuni versi della canzone stessa. 1000 Euro al mese è il rifacimento, con l'aggiunta di strofe rap, di Mille lire al mese, incisa da Gilberto Mazzi nel 1938. L'introduzione della moneta unica europea ha reso plausibile l'accostamento con il sogno medio-borghese evocato nella canzone originaria, dove si desiderava uno stipendio quanto meno dignitoso, sebbene le 1000 Lire dell'epoca avessero un potere d'acquisto maggiore dei 1000 Euro di fine secolo. Di padre in figlio è dedicata al figlio di cui Daniele era in attesa durante la pubblicazione dell'album, con un omaggio anche a suo padre Alberto, scomparso pochi mesi prima, a cui sono dedicati alcuni versi in coda all'album, liberamente ispirati all'Ulisse dantesco.

## Tracce
Testi e musiche di Daniele Silvestri, eccetto dove indicato.
1. Salirò – 3:58
2. Il mio nemico – 4:09
3. L'autostrada – 4:34
4. Sempre di domenica – 4:00
5. Dipendenza – 4:10
6. Manifesto – 3:48 (testo: Daniele Silvestri – musica: Daniele Silvestri e Vincenzo Miceli)
7. 1.000 euro al mese (Reinterpretazione del brano Mille lire al mese di Gilberto Mazzi) – 4:23
8. Il colore del mondo – 4:10 (testo: Daniele Silvestri – musica: Emanuele Brignola, Maurizio Vincenzo Filardo, Gianluca Mitisi e Pietro Monterisi)
9. Mi interessa – 5:09
10. La classifica – 4:33
11. Sabbia e sandali – 3:39 (testo: Daniele Silvestri e Vincenzo Miceli – musica: Vincenzo Miceli)
12. Unò-dué – 2:55 (testo: Daniele Silvestri – musica: Daniele Silvestri e Maurizio Vincenzo Filardo)
13. Di padre in figlio – 10:42

## Formazione
- Daniele Silvestri - voce, tastiera, programmazione, chitarra acustica, basso
- Faso - basso
- Maurizio Filardo - chitarra acustica, chitarra elettrica
- Piero Monterisi - batteria
- Mauro Pagani - violino
- Demo Morselli - tromba
- Emanuela Cortesi, Antonella Pepe - cori

## Classifiche
| Classifica (2002) | Posizione massima |
| ----------------- | ----------------- |
| Italia            | 7                 |